# Harzburgito

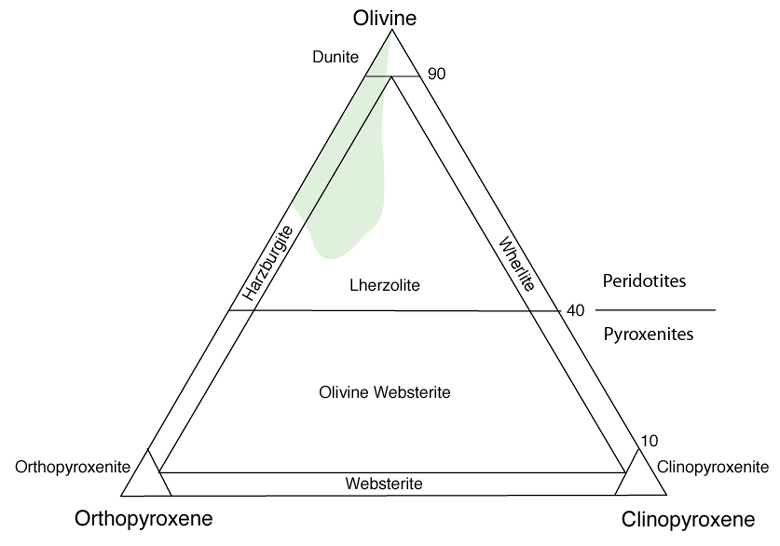
Diagrama de classificação para rochas ultramáficas plutónicas com base na percentagem de minerais em volume (classificação da União Internacional de Ciências Geológicas). A área verde representa a composição do peridotito do manto terrestre.

Harzburgito é uma rocha ígnea plutónica composta principalmente pelos minerais olivina e ortopiroxenas, considerada uma rocha ultramáfica por apresentar volume de olivina entre 90 e 40% e não mais de 5% de clinopiroxenas.